# Maison Picassiette
La maison Picassiette est un exemple d'architecture naïve constituée de mosaïques de faïence et de verre coulées dans le ciment. Elle est située à Chartres et dépend du musée des Beaux-Arts de la ville.
La maison a été construite par un seul homme Raymond Isidore (8 septembre 1900 – 7 septembre 1964), dit Picassiette, employé communal de la ville de Chartres pour laquelle il travaillait en tant que cantonnier, puis balayeur du cimetière. Une fois sa maison construite, il eut l'idée de réaliser des fresques recouvrant tout peu à peu. Sa vie a été totalement consacrée à la construction et à la décoration de sa maison et du jardin, notamment à l'aide de débris de céramiques et de porcelaines, entre autres des assiettes qu'il se procurait dans les décharges publiques, d'où son surnom « pique-assiette ».

## Description

### Intérieur
Les fresques réalisées par Raymond Isidore à l'intérieur de sa maison représentent des vues du mont Saint-Michel, de Chartres et de ses alentours. Il les a agrémentées de pâquerettes faites de bouts d'assiettes cassées.
Peu à peu, tout l'intérieur des trois pièces d'habitation, murs et plafonds, s'est retrouvé recouvert de fresques rehaussées de mosaïques. Le mobilier, devant quand même être déplacé à l'occasion, a été peinturluré, mais de façon mosaïque. Le sol a été recouvert de mosaïques faites de débris de marbrerie.

### Extérieur
C'est lorsque Picassiette n'a plus eu de place pour ajouter quoi que ce soit, à l'intérieur de la maison, qu'il s'est tourné vers l'extérieur et que la fresque a été complètement abandonnée au profit de la mosaïque, plus résistante aux intempéries.
Après les murs de la maison, ce sont les allées et les murs d'enceinte du jardin qui furent l'objet de cet inlassable travail de décoration.
Sont ainsi représentés :
- Dans la cour d'entrée :
  - La porte Guillaume de Chartres, avant sa destruction en 1944 ;
  - Deux figures de femme, la Palestinienne, à gauche de la porte d'entrée de la maison, et son pendant à droite, la Française ;
  - La cathédrale.

## Sources d'inspiration
Selon sa veuve et ses deux beaux-fils, ses rêves nocturnes furent la source de son inspiration.
- De son côté, Maarten Kloos, architecte, rapporte ce propos d'Isidore livré aux journalistes[2] :

« Je voyais des débris de vaisselle briller dans les champs. On jette des choses, des êtres. Moi-même j'ai été un détritus : j'étais dans la misère. J'étais dans la mort puisqu'on m'a mis au service du cimetière, j'étais comme quelqu'un qui est caché, qu'on a caché. Je devais sortir, me sauver de la mort pour rejoindre mon esprit (...) On m'a mis balayeur dans un cimetière comme quelqu'un qu'on rejette parmi les morts alors que j'ai des capacités pour faire autre chose ainsi que je l'ai prouvé. »
- Pour Paul Fuks, médecin, psychanalyste, l'interprétation, dans une perspective jungienne, des rêves qui ont inspiré Isidore, révèle un mythe christique de mort et de résurrection[3].
- Pour Jean-Yves Jouannais, critique d'art, conservateur de musée[4] :

« L'œuvre d'Isidore fut le fruit d'un profond ressentiment, l'expression d'une revendication sociale teintée d'anarchisme. »
- Maïthé Vallès-Bled décrit cet élément important du patrimoine chartrain comme une « réalisation d'architecture spontanée ». À l'appui de cette formulation, elle rapporte les dires de son auteur :

« J'ai d'abord construit ma maison pour nous abriter. La maison achevée, je me promenais dans les champs quand je vis par hasard, des petits bouts de verre, débris de porcelaine, vaisselle cassée. Je les ramassais sans intention précise, pour leurs couleurs, leur scintillement. J'ai trié le bon, jeté le mauvais. Je les amoncelais dans un coin de mon jardin. Alors l'idée me vint d'en faire une mosaïque, pour décorer ma maison. Au début, je n'envisageais qu'une décoration partielle, se limitant aux murs. »
- Pour Patrick Macquaire, éducateur spécialisé, ethnologue, Isidore, marqué par sa condition de balayeur du cimetière découvre dans la mosaïque, un support d'organisation sociale qui rejoint la préoccupation des habitants de la cité de transit : proche de chez lui elle est construite derrière le cimetière. Inspiré, Isidore veut inspirer les autres[6] :

« Je pense trop. Je pense la nuit aux autres qui sont malheureux. Ça m'empêche quelquefois d'être heureux. L'esprit m'a dicté ce que je devais faire pour embellir la vie. Beaucoup de gens pourraient en faire autant, mais non ils n'osent pas. Moi, j'ai pris mes mains et elles m'ont rendu heureux. Je voudrais être un exemple. »
Lors de la reconstruction du quartier, inspirés par Picassiette, les habitants réalisent de nombreuses mosaïques, créent une entreprise associative et le prix Picassiette.

## Éléments chronologiques

### Construction de la maison Picassiette
- En 1929, après son mariage en 1924 avec Adrienne Dousset[7],[b], Raymond Isidore achète une parcelle de terre en friche rue des Rouliers (actuellement rue du Repos)
- En 1930, il entreprend la construction d'une maisonnette sans étage, sans eau courante ni commodités. Il y emménage avec sa femme et les deux fils de celle-ci. Il est embauché comme cantonnier par la ville de Chartres en 1935
- En 1938, il commence la décoration de la maison. Ses matériaux de prédilection sont les débris de vaisselle récupérés dans les décharges des alentours, d'où le sobriquet de « Picassiette »[c]. Maarten Kloos témoigne de la bonne réception de la maison Picassiette dans son voisinage immédiat, malgré la réticence globale de la ville[8]
- 1945-1951 : début de la décoration de la cour d'entrée et de la façade de la maison.
- 1953-1956 : construction de la chapelle et du logement d'été.
- 1956 : achat de la parcelle voisine
- 1956-1957 : décoration de la cour noire.
- 1958 : construction du porche et du mur d'enceinte du jardin
- 1958-1962 : décoration du jardin et construction du tombeau de l'Esprit.

Raymond Isidore meurt le 7 septembre 1964 à 64 ans. 
Considéré comme un original, Raymond Isidore connaît une médiatisation tardive : dans les années 1950, la presse s'intéresse à lui. Mais sa fin de vie, dans son espace saturé de mosaïques, est tragique. Son inspiration tarie, lui-même épuisé, il connaît des troubles mentaux. Par une nuit d'orage, il s'enfuit de chez lui à travers les champs, en proie à un délire de fin du monde. Retrouvé et ramené chez lui, il meurt peu après.
Il repose au cimetière Saint-Chéron de Chartres.

### La maison Picassiette après Raymond Isidore
- Le 20 octobre 1981, la ville de Chartres acquiert la maison.
- Le 14 novembre 1983, la maison Picassiette avec son jardin est classée monument historique[10]. L'édifice est labellisé « Patrimoine du XXe siècle ».
- Le 27 février 2017, la maison Picassiette subit un acte de vandalisme. La nuit, un individu y entre par effraction et brise la maquette de la cathédrale de Chartres édifiée par Picassiette dans le jardin[11]. Le suspect est ensuite appréhendé. La mairie de Chartres décide de prendre en charge la restauration de cette partie du monument, évaluée à environ 10 000 euros[12].

### Hommages et postérité
- 1952 : première publication de la maison Picassiette dans la revue "Radar"[réf. nécessaire]
- 1989 : création au sein de l'association les 3R (Rénover, Restaurer, Réhabiliter), d'une structure d'insertion par l'activité économique, d'une régie de quartier, d'un atelier mosaïque qui, à côté d'activités d'entretien d'espaces extérieurs et d'entrées d'immeubles, soutiendront la réhabilitation du quartier des Hauts-de-Chartres : la démarche emprunte largement au balayeur sa philosophie d'exclu : Elle mobilise les habitants autour de la mosaïque conçue comme une métaphore de la complexité.[13].
- 1996 : l'association les 3R crée avec sa régie les Rencontres Internationales de Mosaïque[14]. Organisé tous les deux ans, l'évènement donne lieu à la remise du prix Picassiette. La structure poursuit la réalisation de nombreuses mosaïques sur le quartier des Hauts de Chartres (mais aussi rue des Petites-Filles-Dieu et rue Georges-Fessard). Un jalonnement de mégalithes (blocs de gré rose issus d'une carrière d'Erquy et partiellement recouverts de mosaïques) est installé de la Maison Picassiette rue du repos jusqu' à la rue Jules Hetzel et dans le petit bois des Hauts-de-Chartres en passant par la rue des Hauts-de-Chartres et la rue Isidore. Il souligne l'important retentissement de l’œuvre de Raymond Isidore sur le quartier et sur sa reconstruction[15].
- 2003 : la ville confie à la régie des 3R la gestion de la chapelle Saint-Éman, espace dévolu à la mosaïque contemporaine situé en contrebas de la cathédrale. La régie des 3R installe au sol un jalonnement de petites mosaïques qui relie la chapelle à la maison Picassiette. Il traverse le cimetière municipal où est enterré Picassiette. Le centre social, qui fédère l'association de gestion de la Maison pour Tous et l'association les 3R, créateur de l'espace petite enfance, des secteurs d'animation et des centres de loisir du quartier, des actions scolaires et des fêtes est municipalisé avec l'ensemble des centres sociaux par décision de l'équipe municipale élue en 2001. La régie et l'association les 3R se redéploient sur l'ensemble des quartiers d'habitat social de la ville. Elles se concentrent sur des actions d'insertion par l'économique et maintiennent, avec le soutien des habitants, leur référence à Picassiette.
- 2014 : l'association les 3R, fête le 25e anniversaire de la création de la régie de quartier, la dixième édition du prix Picassiette, le 50e anniversaire de la disparition de Raymond Isidore à la chapelle du lycée Fulbert, à la chapelle Saint-Éman et sur les boulevards de la ville.
- 2015 : la régie des 3R, inaugure la décoration en mosaïque d'un poste électrique aux allures de sémaphore. Situé à l'entrée du quartier aux abords de la rue de Sours, proche de la Maison Picassiette, il en est autant le témoin que la vigie. Il a fait l'objet d'une présentation illustrée dans : Postes Électriques - Enedis - Street art en 2018.
- 2018 : Gérard Brand, mosaïste d'Obernai, achève le portrait de Picassiette, auquel il consacre un important manuscrit musif[à définir], (livre objet, mosaïque sertie de métal et constituée de tesselles, de pierres, d'objets, d'images, de textes) visible sur son site. Le manuscrit a pris place dans une bibliothèque consacrée aux artistes et acteurs de la mosaïque contemporaine qui à terme comprendra une centaine d'ouvrages. Il a été réalisé pour le congrès annuel de l'association internationale de mosaïque contemporaine (AIMC). Il est régulièrement présenté lors d'expositions. La Maison Picassiette l'a accueilli en 2020 à l'occasion du Prix Picassiette organisé à Chartres durant les Rencontres Internationales de Mosaïque.
- 2018 : Le XVIe congrès de l'AIMC organisé en France pour la première fois, à Paray-Le-Monial, par des artistes venus de 35 pays, a élu Raymond Isidore membre d'honneur, à titre posthume, sur proposition de Patrick Macquaire et du président grec de l'AIMC, Nikos Tolis.
- 2020 : Les Euréliens, éditions Sutton, publient les témoignages de Pascal Le Rest, Paul Fuks et Patrick Macquaire sur leurs recherches et travaux respectifs autour de Picassiette.